# Monte Pelmo
Le Monte Pelmo est un sommet des Alpes, à 3 168 m, dans les Dolomites de Cortina d'Ampezzo, en Italie (Vénétie). Il fait partie du site classé au patrimoine mondial nommé Les Dolomites.
Au sens large, il constitue un groupe montagneux des Dolomites.

## Situation

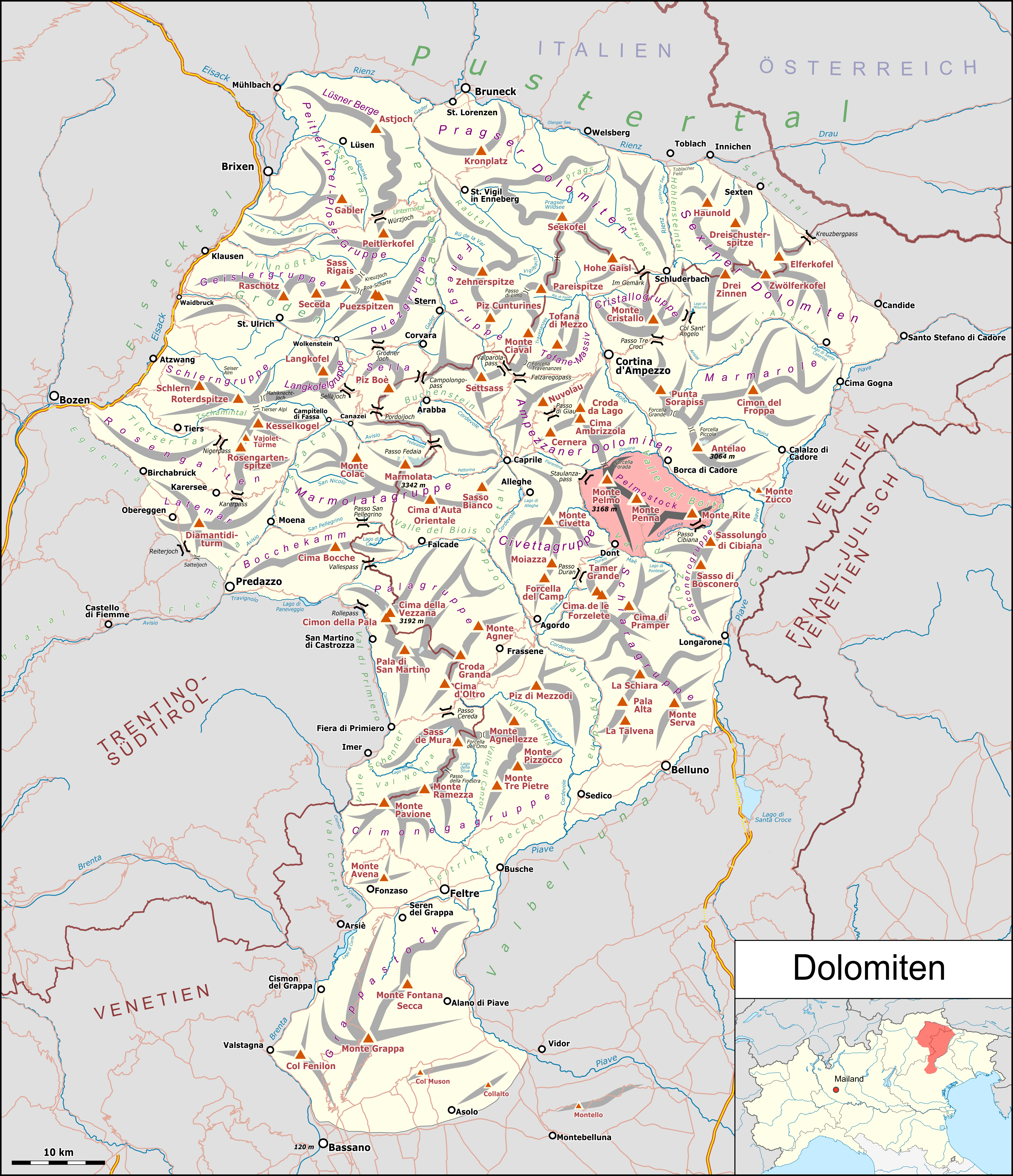
Carte du groupe du Monte Pelmo dans les Dolomites.

Le Monte Pelmo domine la vallée du Boite à l'est et le val di Zoldo ainsi que le val Fiorentina, séparés par le passo Staulanza, à l'ouest. Il surplombe le village de Fornesighe (1 010 m), connu pour ses maisons typiques faites de bois, et son carnaval (La Gagna) où les participants portent des costumes et des masques de bois coloré.
En raison de sa forme, cette montagne est surnommée le « trône de Dieu ».

## Alpinisme
La première ascension du Monte Pelmo a été réalisée le 19 septembre 1857 par le naturaliste irlandais John Ball, premier président de l'Alpine Club fondé la même année - un chasseur de chamois de Valle di Cadore lui ayant montré l'accès par une vire cachée menant au plateau supérieur, il parvint seul au sommet. C'est le premier sommet important des Dolomites à être gravi.
- 1927 - Ascension de la face nord par Roland Rossi et Felix Simon.
- 1973 - Ascension de la face nord-ouest par Reinhold Messner

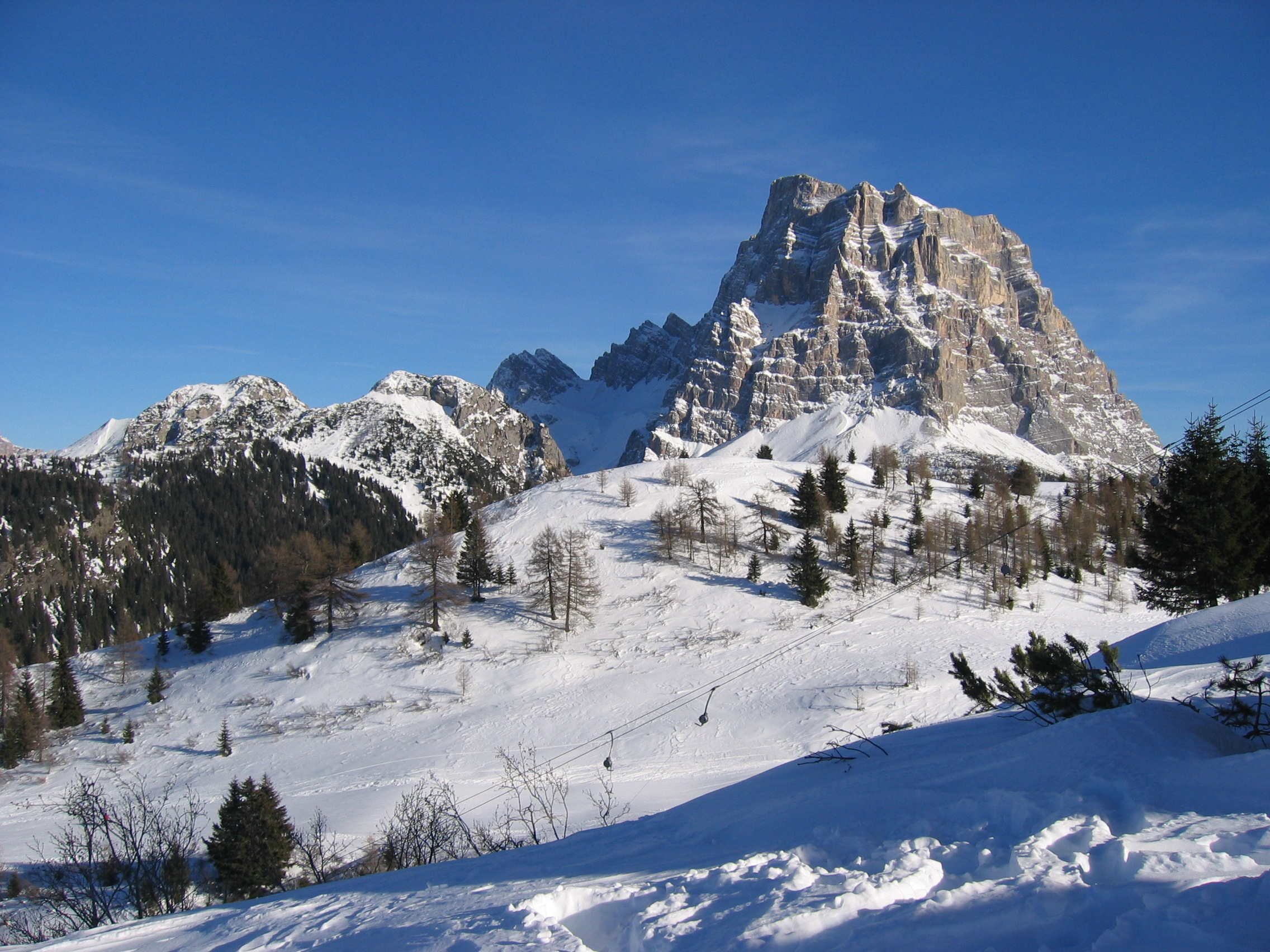
Le Monte Pelmo.
Animation en 3D du groupe du Monte Pelmo.
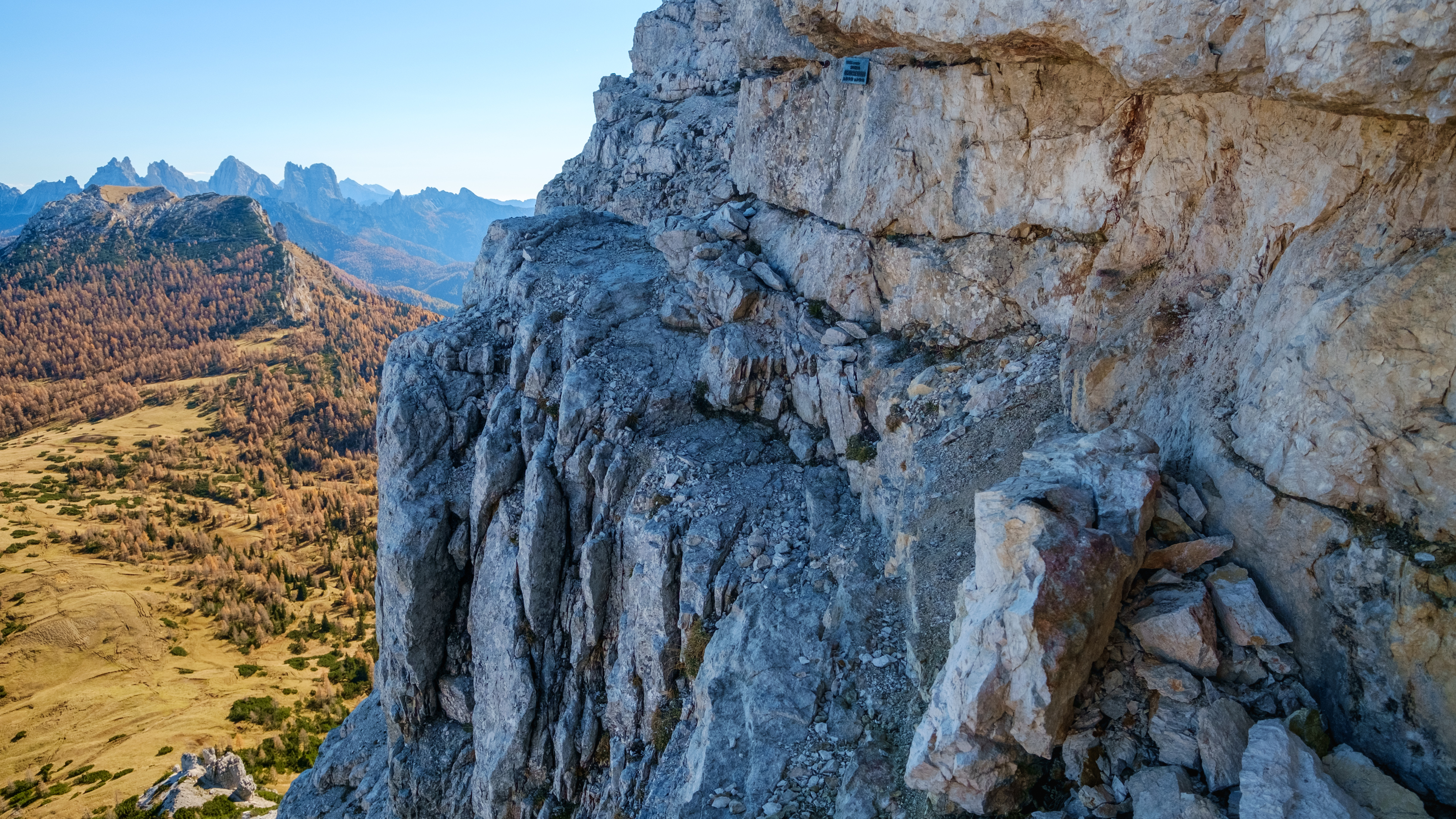
Ballband.